# ابتكار آنا
ابتكار آنا (بالإنجليزية: Inventing Anna) هو مسلسل دراما قصير أمريكي قادم،كتابة وانتاج شوندا رايمز وبطولة جوليا غارنر،آنا كلمسكي،كاتي لويس ولافيرن كوكس.من المقرر عرض المسلسل على منصة نتفليكس.